# 구원 투수

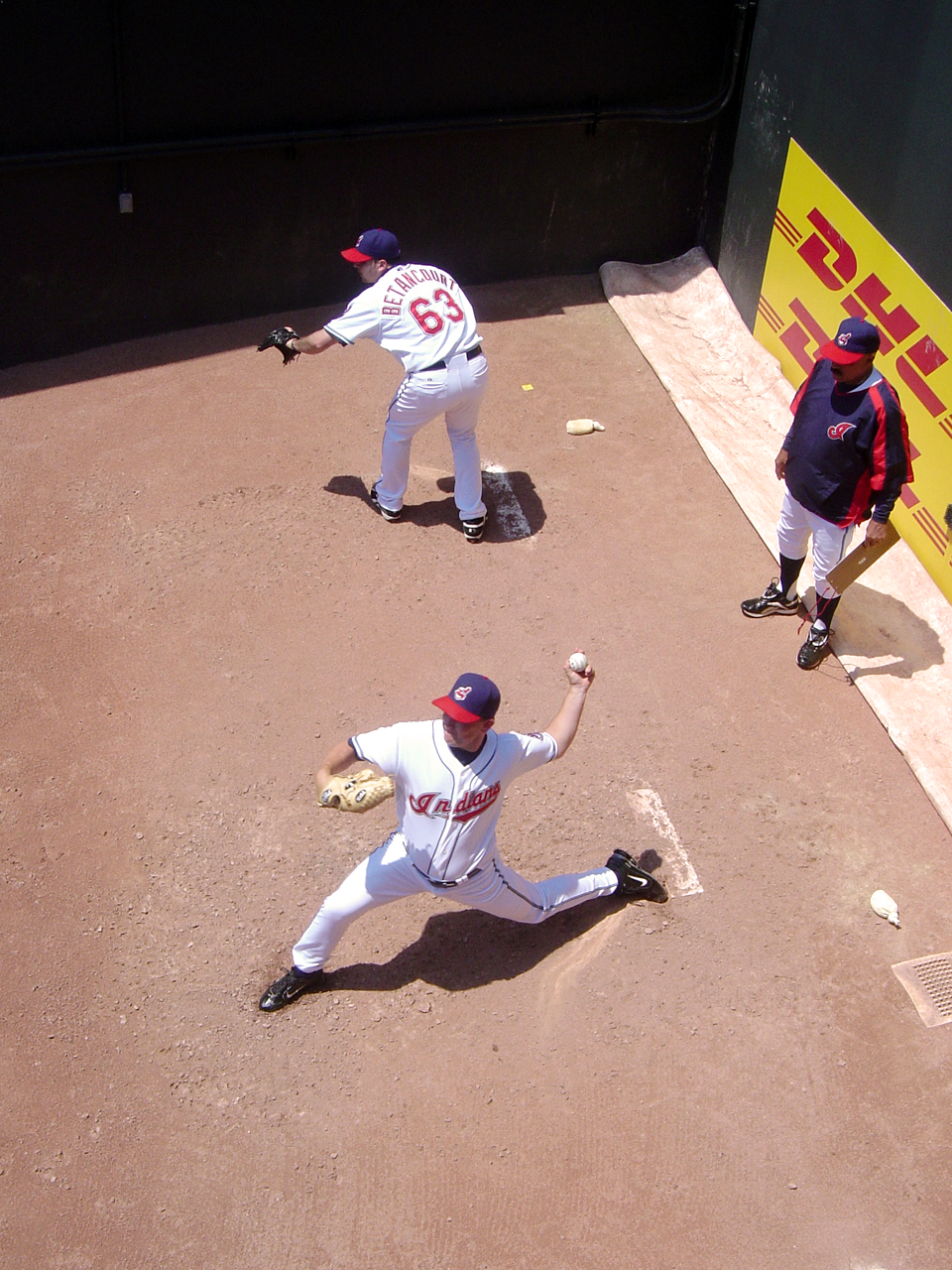
불펜에서 구원 투수진들이 몸을 풀고 있는 모습.

구원 투수(救援投手, 영어: relief pitcher, RP)는 야구에서 중간 계투를 말한다.
선발 투수가 제구력이 떨어질 때, 또는 투구수가 많아 지쳤을 때 등판한다. 보통 선발 투수는 승리 투수가 되는 데 반해 구원 투수는 세이브, 홀드를 목표로 하고 공을 던진다. 투수 코치가 중간 계투진을 운영하는 방법에는 이기는 경우와 지는 경우로 나누어 이기는 경우 4가지 방법과 지는 경우 3가지 방법이 있다.
근소한 차이로 지는 경기의 투수 운용을 하다 역전한 경우에는 역전한 시점이 6~7회인 경우 승리조 1명을 투입한 후 8회에 셋업맨을 올리고, 8회 이후인 경우에는 마무리 투수를 올린다. 근소한 차이로 이기는 경기의 투수 운용을 하다 역전을 당한 경우에는 곧바로(혹은 이닝 종료 후 다음 이닝부터) 추격조를 투입한다.

- 이기고 있는 경우

1. 선발 투수 완투(혹은 완봉 또는 그 이상) (선발투수의 8이닝 또는 9이닝 모두 소화)
2. 선발 투수 → 마무리 투수 {8이닝 상황에서 투수 체력이 떨어진 경우, 혹은 꼭 이겨야 하는 경기이면서 투수의 대기록(노히트 노런 혹은 퍼펙트 게임)과 무관한 경우}
3. 선발 투수 → 셋업맨 → 마무리 투수 (7이닝 상황에서 투수 체력이 떨어진 경우)
4. 선발 투수 → 중간 계투 승리조 1~2명 → 셋업맨 → 마무리 투수 (5~6 이닝 상황에서 투수 체력이 떨어진 경우)

- 지고 있는 경우

1. 선발 투수 → 중간 계투 패전처리조 2~3명(선발 투수가 초반에 점수를 많이 내 준 경우)
2. 선발 투수 → 중간 계투 추격조 3~4명(선발 투수의 실점 수와 아군의 득점수의 차가 3 이내인 경우)
3. 선발 투수 → 중간 계투 승리조 1~2명→ 셋업맨→ 마무리 투수(한국시리즈 7차전 같이 매우 중요한 경기에서 근소한 차이로 지는 경우)

- 투수 체력이 떨어진 것을 판단하는 것은 오롯이 감독의 몫이다.
- 중간 계투 조는 승리조(혹은 필승조) 1~2명 추격조 3~4명 패전처리조 1~2명 총 6~7명 남짓이다.

패전처리를 위해 불펜 투구(선발 등판후 2일 뒤)가 예정된 선발투수가 올라오기도 한다.
셋업맨과 마무리 투수는 중요한 경기가 아닌 이상 이기는 경기에만 나오는 것을 원칙으로 하며, 3일 연속 경기에 오르는 것은 선수 보호 차원에서 금지가 권고되어 있다.
물론 선수 기용은 투수 코치와 감독의 권한이다.

이런 식으로 운영이 된다.

## 같이 보기
- 선발 투수(SP)
- 마무리 투수(CP, CL)
- 홀드 (야구)
- 세이브 (야구)